# Angela Lück

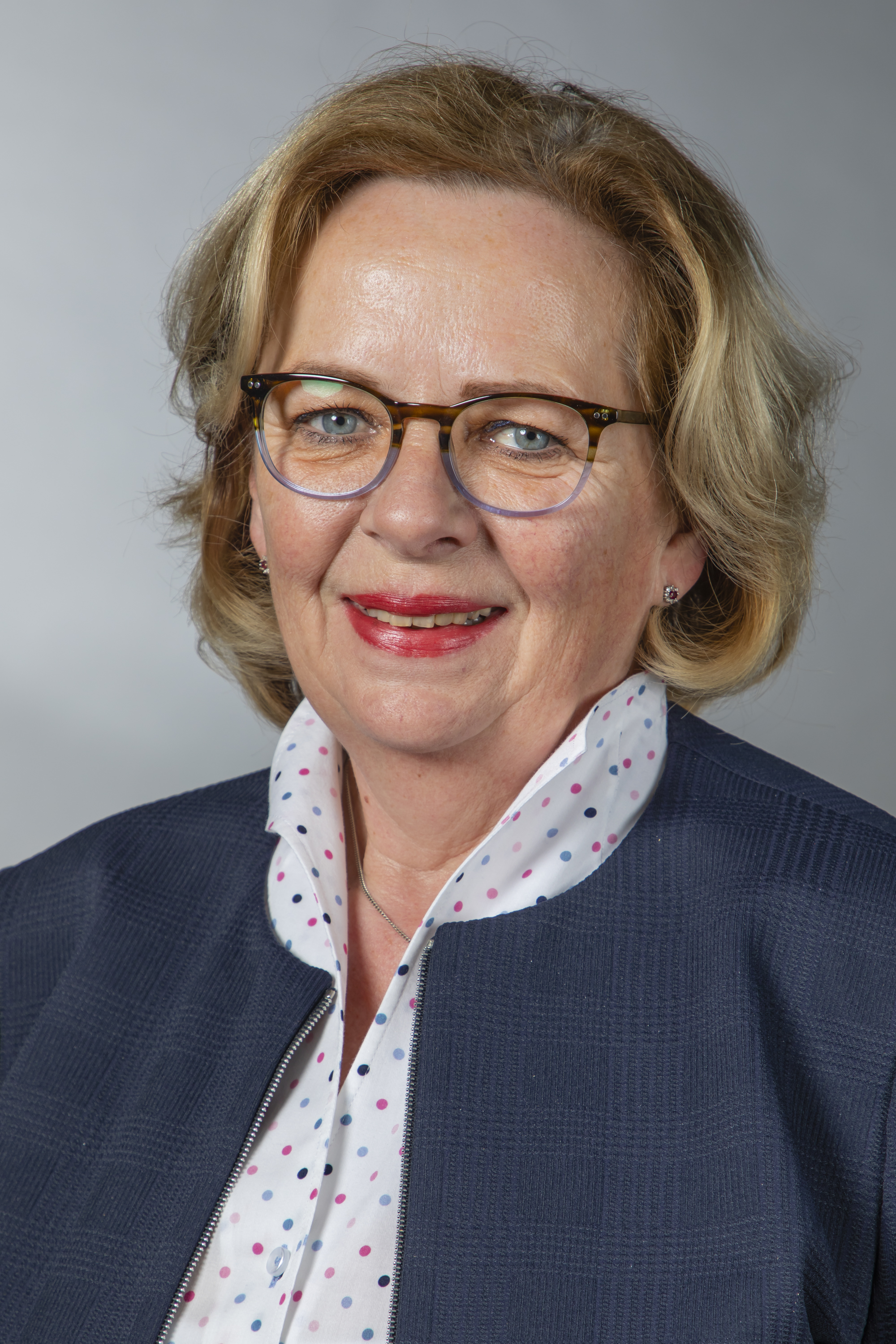
Angela Lück (2019)

Angela Lück (* 1. August 1959 in Löhne) ist eine deutsche Politikerin (SPD). Sie war von 2010 bis 2022 Mitglied des Landtags von Nordrhein-Westfalen.

## Leben
Angela Lück wurde am 1. August 1959 in Löhne geboren. Lück erwarb 1975 die Fachoberschulreife. 1975 bis 1976 besuchte sie die evangelische Pflegevorschule. Von 1976 bis 1979 absolvierte sie eine Ausbildung zur Krankenschwester. Zwischen 1979 und 1990 arbeitete sie als Krankenschwester in der Kardiologie im Herz- und Diabeteszentrum NRW (HDZ). Zwischen 1990 und 2001 war sie als freigestellte stellvertretende Betriebsratsvorsitzende im HDZ tätig. 2001 übernahm sie die stellvertretende Leitung in der Zentralen Sterilgutaufbereitung im HDZ und im Betriebsrat. Seit 2006 erhielt sie die Teilfreistellung für den Betriebsrat.
Lück hat zwei Söhne und ist seit 2007 in zweiter Ehe verheiratet. Gemeinsam mit ihrem jetzigen Mann wohnt sie in Löhne.

## Politik
Lück trat am 1. Mai 1997 in die SPD ein. Von 1999 bis 2000 war sie sachkundige Bürgerin im Sozialausschuss der Stadt Löhne. Von 2000 bis 2011 war sie stellvertretende Stadtverbandvorsitzende in Löhne, bis 2010 Ratsmitglied und Sozialausschussmitglied (ab 2004 Sprecherin des Sozialausschusses). 2002 wurde sie Ortsvereinsvorsitzende in Löhne-Mitte, seit 2014 ist sie dort als stellvertretende Vorsitzende gewählt. Von 2004 bis 2010 war sie Mitglied im Haupt- und Finanzausschuss der Stadt. Im Jahr 2006 wurde sie zur stellvertretenden Fraktionsvorsitzenden gewählt. Bei der Landtagswahl in Nordrhein-Westfalen 2010 konnte sie gegen den bisherigen MdL Chris Bollenbach (CDU) mit 46,98 Prozent aller gültigen Erststimmen das Direktmandat im Landtagswahlkreis Herford II erringen. Nach ihrer Wahl in den Landtag legte sie ihr Ratsmandat nieder. Außerdem war sie Mitglied der 14. und 15. Bundesversammlung, die am 30. Juni 2010 zunächst Christian Wulff zum Nachfolger von Horst Köhler und nachfolgend am 18. März 2012 Joachim Gauck in das Amt des Bundespräsidenten bestimmte. Ihr Wahlkreismandat verteidigte sie bei der Landtagswahl in Nordrhein-Westfalen 2012 mit 49 % der Erststimmen. Seit Mai 2012 ist sie zudem stellvertretende Vorsitzende im SPD-Kreisverband Herford sowie im Regionalvorstand und im Landesvorstand der SPD.
Bei der Landtagswahl in Nordrhein-Westfalen 2017 wurde Lück erneut mit 42,15 % der Erststimmen in den Landtag von Nordrhein-Westfalen gewählt. Dort war sie Mitglied im Ausschuss für Arbeit, Gesundheit und Soziales sowie im Petitionsausschuss; daneben war sie stellvertretendes Mitglied in den Ausschüssen für Haushaltskontrolle sowie für Schule und Bildung. Nach der Landtagswahl 2022 schied sie aus dem Landtag aus.

## Mitgliedschaften
Lück ist Mitglied bei Ver.di, in der Arbeiterwohlfahrt, im Nicaraguaverein, im Verein für Kommunikation und politische Bildung in Löhne, im Kanuverein, Förderverein Herzensmittel am Herz- und Diabeteszentrum, Kirchenchor, im Förderverein des Lukas-Krankenhaus Bünde und bei den Landfrauen.